# Lehrensteinsfeld
Lehrensteinsfeld – miejscowość i gmina w Niemczech, w kraju związkowym Badenia-Wirtembergia, w rejencji Stuttgart, w regionie Heilbronn-Franken, w powiecie Heilbronn, wchodzi w skład związku gmin Raum Weinsberg. Leży ok. 7 km na wschód od Heilbronn, przy autostradzie A81.

## Galeria

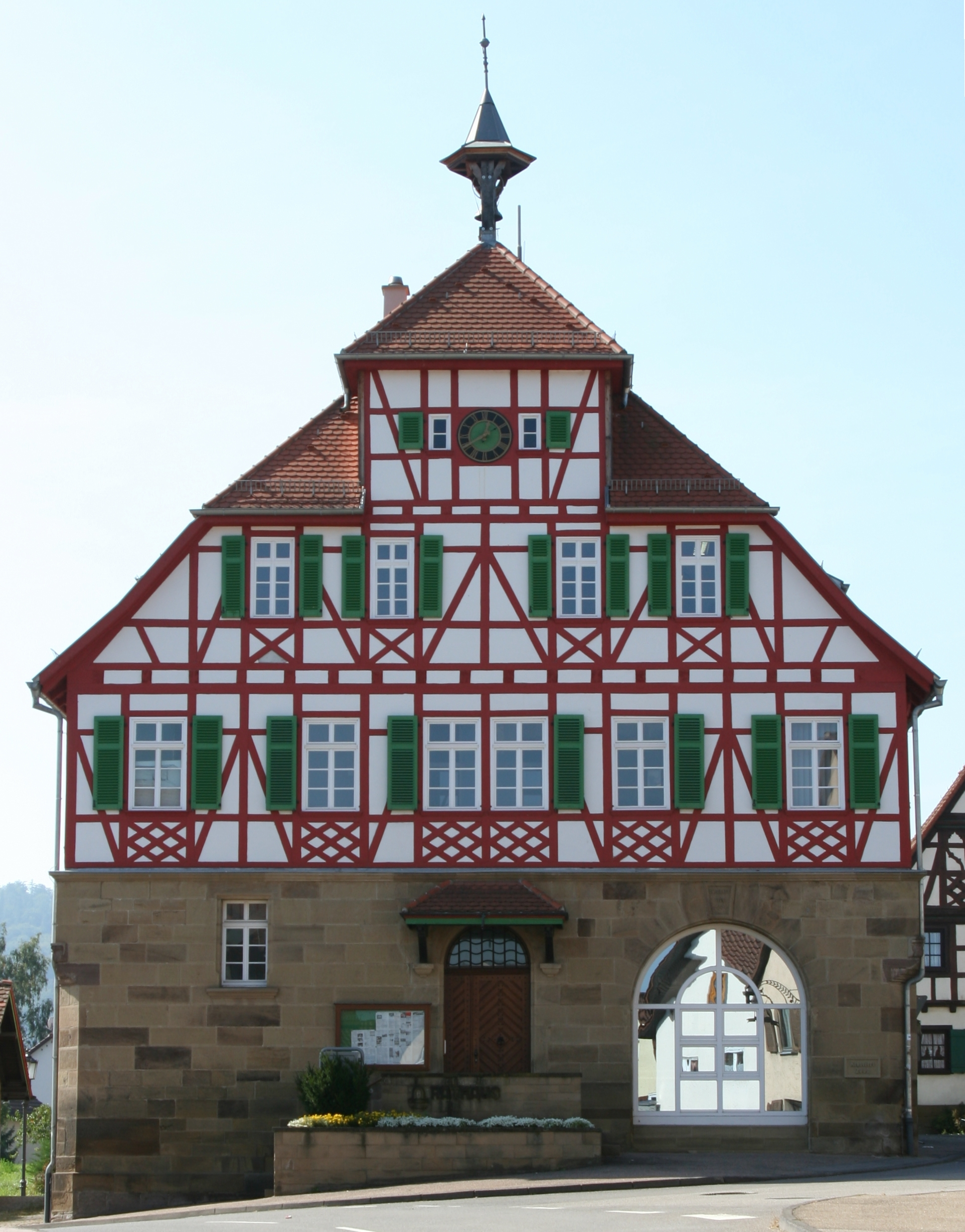
Ratusz
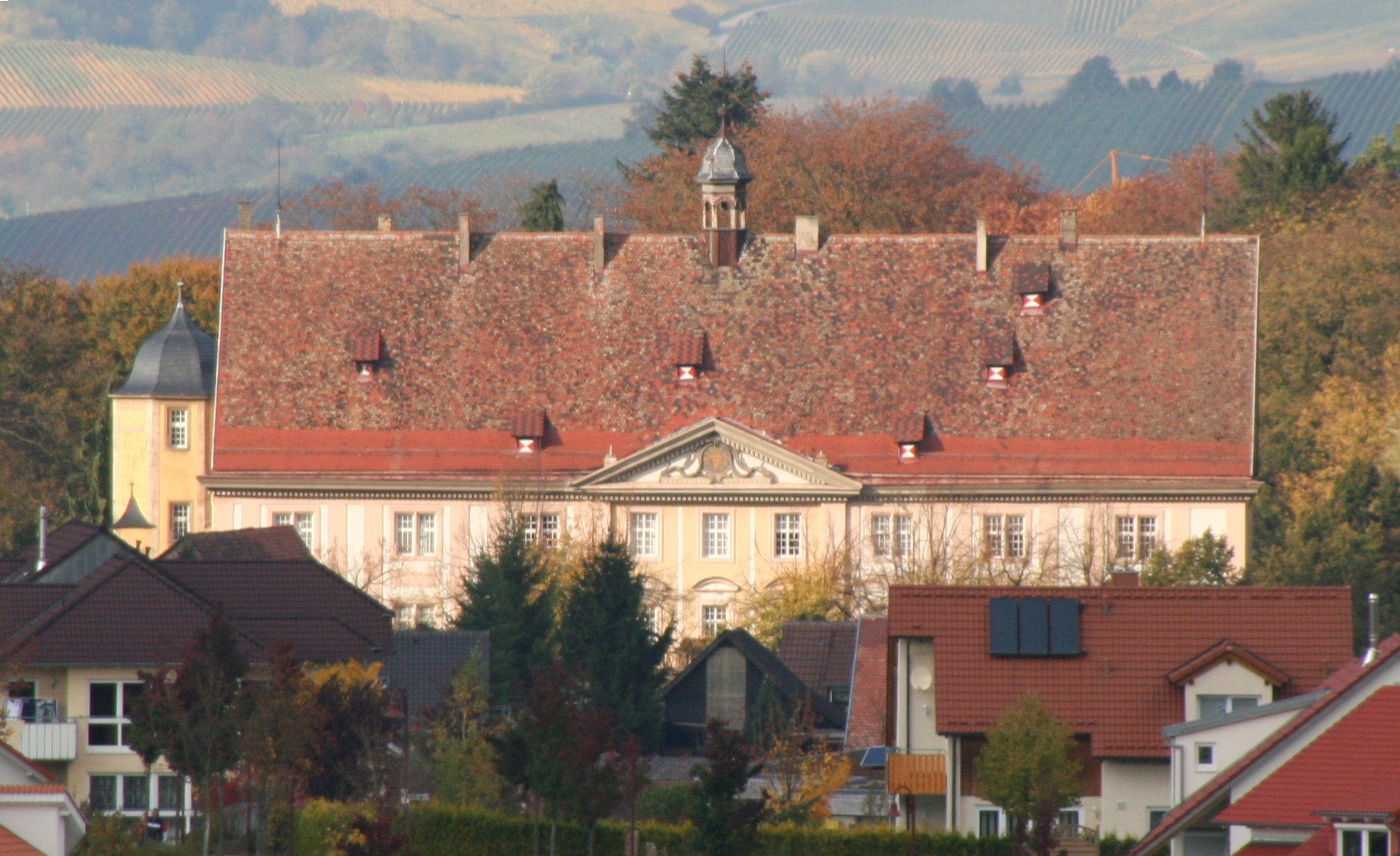
Zamek
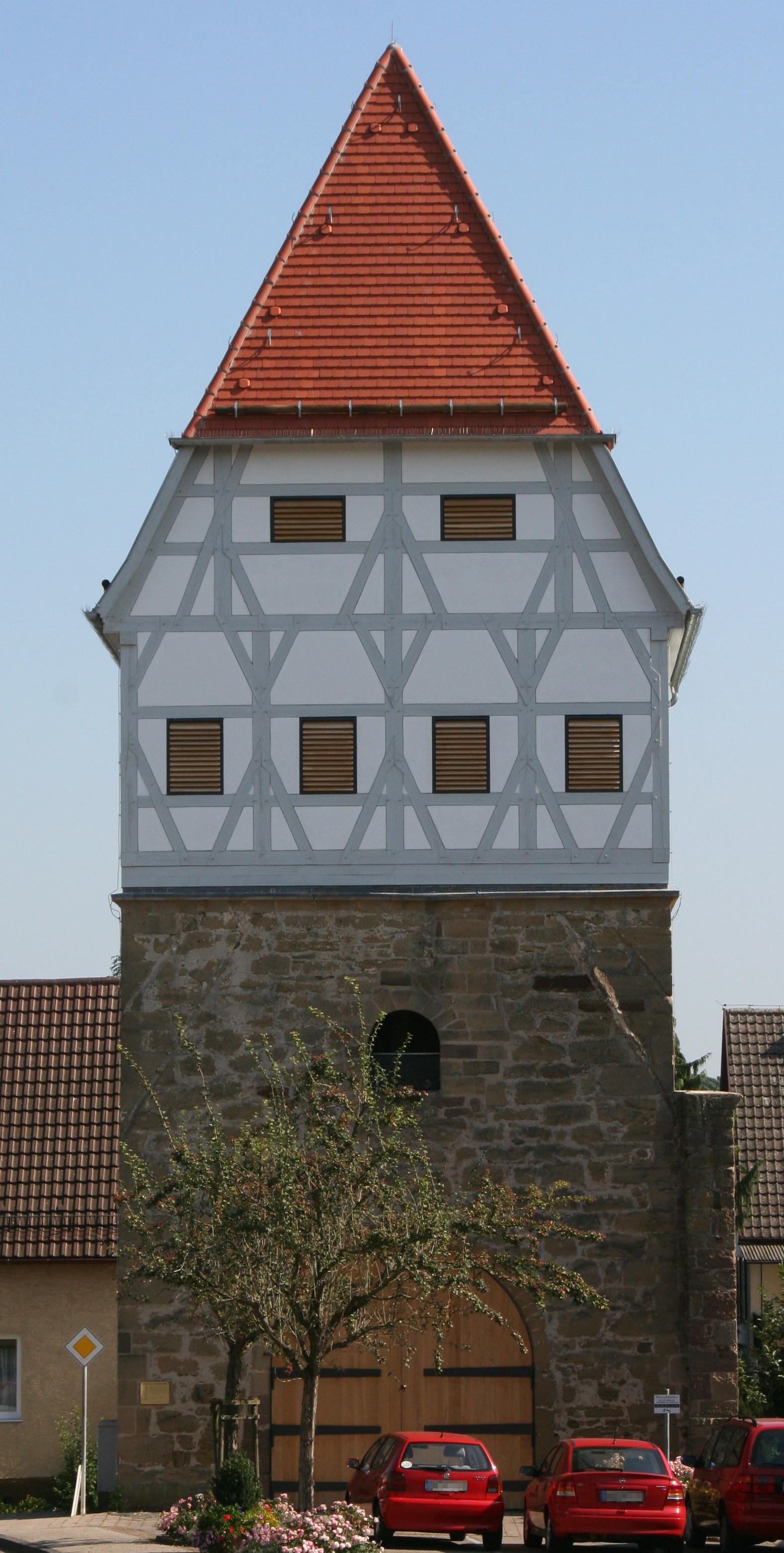
Wieża obronna